# Liste der Kulturdenkmale in Heikendorf
In der Liste der Kulturdenkmale in Heikendorf sind alle Kulturdenkmale der schleswig-holsteinischen Gemeinde Heikendorf (Kreis Plön) und ihrer Ortsteile aufgelistet (Stand: 30. Juni 2025).

## Legende
In den Spalten befinden sich folgende Informationen:
- Objekt-ID: die Nummer des Kulturdenkmales
- Lage: die Adresse des Kulturdenkmales und die geographischen Koordinaten. Kartenansicht, um Koordinaten zu setzen. In der Kartenansicht sind Kulturdenkmale ohne Koordinaten mit einem roten Marker dargestellt und können in der Karte gesetzt werden. Kulturdenkmale ohne Bild sind mit einem blauen Marker gekennzeichnet, Kulturdenkmale mit Bild mit einem grünen Marker.
- Offizielle Bezeichnung: Bezeichnung des Kulturdenkmales
- Beschreibung: die Beschreibung des Kulturdenkmales
- Bild: ein Bild des Kulturdenkmales

## Bauliche Anlagen
| Objekt-ID      | Lage                                                   | Offizielle Bezeichnung                  | Beschreibung | Bild                             |
| -------------- | ------------------------------------------------------ | --------------------------------------- | --- | -------------------------------- |
| 5179 Wikidata  | An der Schanze (54° 22′ 46″ N, 10° 11′ 41″ O)          | U-Boot-Ehrenmal (Bauwerk)               | Das am 8. Juni 1930 eingeweihte und 1938 wegen Bauschäden neu gebaute Bauwerk besteht aus einem 15,30 Meter hohen Pfeiler, auf dem ein 4,80 Meter hoher Adler steht. Der Entwurf stammt von Fritz Schmoll. Das Ehrenmal ist das Wahrzeichen von Heikendorf. Alteintragung (Aktualisierung vorgesehen) - Begründung: Alteintragung (Aktualisierung vorgesehen) - Schutzumfang: Alteintragung (Aktualisierung vorgesehen) - Denkmaltyp: Bauliche Anlage | weitere Fotos \| Fotos hochladen |
| 23816 Wikidata | Gut Schrevenborn (54° 21′ 29″ N, 10° 12′ 43″ O)        | Hofplatz                                | Alteintragung (Aktualisierung vorgesehen) - Begründung: Alteintragung (Aktualisierung vorgesehen) - Schutzumfang: Alteintragung (Aktualisierung vorgesehen) - Denkmaltyp: Bauliche Anlage | BW                               |
| 8081 Wikidata  | Gut Schrevenborn (54° 21′ 30″ N, 10° 12′ 44″ O)        | Zufahrtsbrücke                          | Alteintragung (Aktualisierung vorgesehen) - Begründung: Alteintragung (Aktualisierung vorgesehen) - Schutzumfang: Alteintragung (Aktualisierung vorgesehen) - Denkmaltyp: Bauliche Anlage | Fotos hochladen                  |
| 5037 Wikidata  | Gut Schrevenborn (54° 21′ 29″ N, 10° 12′ 43″ O)        | Wohnhaus von 1958                       | Alteintragung (Aktualisierung vorgesehen) - Begründung: Alteintragung (Aktualisierung vorgesehen) - Schutzumfang: Alteintragung (Aktualisierung vorgesehen) - Denkmaltyp: Bauliche Anlage | Fotos hochladen                  |
| 9573 Wikidata  | Gut Schrevenborn (54° 21′ 30″ N, 10° 12′ 42″ O)        | Taufstein aus Schönkirchen              | Der mittelalterliche Taufstein wurde 1861 aus der Marienkirche entfernt. Alteintragung (Aktualisierung vorgesehen) - Begründung: geschichtlich, wissenschaftlich, künstlerisch - Schutzumfang: Alteintragung (Aktualisierung vorgesehen) - Denkmaltyp: Bauliche Anlage | BW                               |
| 3289 Wikidata  | Hardenbergblick 2 (54° 21′ 37″ N, 10° 10′ 50″ O)       | sog. Hardenbergtempel auf dem Kitzeberg | Das Gebäude befindet sich auf einem Privatgrundstück und ist nicht öffentlich zugänglich. Alteintragung (Aktualisierung vorgesehen) - Begründung: Alteintragung (Aktualisierung vorgesehen) - Schutzumfang: Alteintragung (Aktualisierung vorgesehen) - Denkmaltyp: Bauliche Anlage | Fotos hochladen                  |
| 5030           | Lehmkamp 5 (54° 21′ 33″ N, 10° 13′ 18″ O)              | Kate                                    | Kate; um 1800; eingeschossiger traufständiger Fachwerkbau mit reetgedecktem Walmdach, Eingangsvorbau mit Segmentbogendach, Nebengebäude - Begründung: geschichtlich, Kulturlandschaft prägend - Schutzumfang: Kate, Nebengebäude - Denkmaltyp: Bauliche Anlage | Fotos hochladen                  |
| 5032           | Lehmkamp 10 (54° 21′ 44″ N, 10° 13′ 25″ O)             | Forstkate                               | Forstkate; um 1800; ehem Försterei des Gutes Schrevenborn, eingeschossiger traufständiger Fachwerkbau mit reetgedecktem Halbwalmdach und weiß geschlämmten Ausfachungen, seitlicher Eingangsbereich mit hölzernem Vorbau, mit Nebengebäude - Begründung: geschichtlich, Kulturlandschaft prägend - Schutzumfang: gesamtes Objekt - Denkmaltyp: Bauliche Anlage                                                                                        | Fotos hochladen                  |
| 5038           | Möltenorter Weg 1 (54° 22′ 28″ N, 10° 11′ 50″ O)       | Kate                                    | Kate; 1854; eingeschossiger, traufständiger Fachwerkbau mit reetgedecktem Satteldach und kleinem, übergiebeltem Eingangsvorbau - Begründung: geschichtlich, städtebaulich, Kulturlandschaft prägend - Schutzumfang: gesamtes Objekt - Denkmaltyp: Bauliche Anlage | Fotos hochladen                  |
| 41308          | Möltenorter Weg 12 (54° 22′ 25″ N, 10° 11′ 52″ O)      | Villa                                   | Villa; um 1900; eingeschossiger, traufständiger Putzbau mit Drempel und Schopfwalmdach, zweigeschossiger Bauteil nach Nordwesten mit Giebel zur Straße und rückwärtigem, polygonalem Eckturm Richtung Förde, mit Einfriedung und Garage - Begründung: geschichtlich, städtebaulich - Schutzumfang: Villa, Garage, Einfriedung - Denkmaltyp: Bauliche Anlage                                                                                           | Fotos hochladen                  |
| 5026 Wikidata  | Neuheikendorfer Weg 4 (54° 22′ 15″ N, 10° 12′ 31″ O)   | Kirche                                  | Anstelle der 1924 erbauten kriegszerstörten Kirche 1955 von Gerhard Langmaack errichtet. Die backsteinerne Saalkirche ist durch einen Anbau mit dem spitzbehelmten Glockenturm verbunden - Begründung: geschichtlich, künstlerisch, städtebaulich - Schutzumfang: Kirche, Glockenturm - Denkmaltyp: Bauliche Anlage | weitere Fotos \| Fotos hochladen |
| 55038          | Neuheikendorfer Weg 136 (54° 22′ 41″ N, 10° 13′ 51″ O) | Fachhallenkate (sog. Behrend-Haus)      | Fachhallenkate sog. Behrend-Haus; vermutl. 18. Jh, Umbauten 19. und 20. Jh.; giebelständiger, eingeschossiger Fachwerkbau in Zweiständerbauweise mit Backsteinausfachung unter Dreiviertel- bzw. Vollwalmdach in Reetdeckung; Hühnerstall/Atelier, Luftschutzbunker, Pumpe - Schutzumfang: Fachhallenkate (sog. Behrend-Haus), ehem. Hühnerstall/Atelier, Luftschutzbunker, Pumpe - Begründung: Geschichtlich, Kulturlandschaftlich                   | BW                               |
| 9001 Wikidata  | Quellengrund 2 (54° 22′ 0″ N, 10° 11′ 47″ O)           | Strandhaus Schroeder                    | Alteintragung (Aktualisierung vorgesehen) - Begründung: Alteintragung (Aktualisierung vorgesehen) - Schutzumfang: Alteintragung (Aktualisierung vorgesehen) - Denkmaltyp: Bauliche Anlage | weitere Fotos \| Fotos hochladen |
| 33116          | Stormdeich 1 (54° 21′ 33″ N, 10° 10′ 47″ O)            | ehem. Wartehalle „Kiek ut“              | ehem. Wartehalle "Kiek ut"; 1950, Architekt Weddig; eingeschossiger Kioskbau im Stil der Dampferarchitektur, weißer Putzbau mit sehr flachem Satteldach mit Überständen, charakteristische bugartige Rundung an der Fördeseite - Begründung: geschichtlich, städtebaulich, Kulturlandschaft prägend - Schutzumfang: gesamtes Objekt - Denkmaltyp: Bauliche Anlage                                                                                     | BW                               |
| 12917 Wikidata | Teichtor 9 (54° 22′ 5″ N, 10° 12′ 13″ O)               | Wohn- und Atelierhaus Blunck            | In dem Haus des Malers Heinrich Blunck (1891–1963) befindet sich heute das Künstlermuseum Heikendorf. Alteintragung (Aktualisierung vorgesehen) - Begründung: geschichtlich, wissenschaftlich, künstlerisch - Schutzumfang: Wohn- und Atelierhaus Blunck, Glyzinie an der Veranda - Denkmaltyp: Bauliche Anlage | Fotos hochladen                  |
| 33112 Wikidata | Teichtor 9 (54° 22′ 5″ N, 10° 12′ 13″ O)               | Fachwerkschuppen                        | Alteintragung (Aktualisierung vorgesehen) - Begründung: Alteintragung (Aktualisierung vorgesehen) - Schutzumfang: Alteintragung (Aktualisierung vorgesehen) - Denkmaltyp: Bauliche Anlage | Fotos hochladen                  |

## Gründenkmale
| Objekt-ID      | Lage                                               | Offizielle Bezeichnung | Beschreibung | Bild                             |
| -------------- | -------------------------------------------------- | ---------------------- | --- | -------------------------------- |
| 50789          | Fritz-Lau-Straße (54° 22′ 41″ N, 10° 11′ 45″ O)    | Doppeleiche            | Doppeleiche mit Holzbrett; 1898, schleswig-holsteinische Doppeleiche, dahinter Holzbrett mit Inschrift - Begründung: geschichtlich, städtebaulich, Kulturlandschaft prägend - Schutzumfang: Doppeleiche, Holzbrett - Denkmaltyp: Gründenkmal    | weitere Fotos \| Fotos hochladen |
| 23817 Wikidata | Gut Schrevenborn (54° 21′ 30″ N, 10° 12′ 43″ O)    | Garten um das Gutshaus | Alteintragung (Aktualisierung vorgesehen) - Begründung: geschichtlich, wissenschaftlich, künstlerisch - Schutzumfang: Garten um das Gutshaus, ehem. Hausgraben - Denkmaltyp: Gründenkmal                                                        | Fotos hochladen                  |
| 50790          | Neuheikendorfer Weg (54° 22′ 38″ N, 10° 13′ 50″ O) | Doppeleiche            | Doppeleiche mit Gedenkstein; 1898, schleswig-holsteinische Doppeleiche, davor Gedenkstein mit Inschrift - Begründung: geschichtlich, städtebaulich, Kulturlandschaft prägend - Schutzumfang: Doppeleiche, Gedenkstein - Denkmaltyp: Gründenkmal | weitere Fotos \| Fotos hochladen |
| 9002 Wikidata  | Quellengrund 2 (54° 22′ 0″ N, 10° 11′ 47″ O)       | Garten                 | Alteintragung (Aktualisierung vorgesehen) - Begründung: geschichtlich, künstlerisch, städtebaulich - Schutzumfang: gesamtes Objekt - Denkmaltyp: Gründenkmal                                                                                    | Fotos hochladen                  |
| 31356 Wikidata | Teichtor 9 (54° 22′ 5″ N, 10° 12′ 13″ O)           | 2 Hauslinden           | Alteintragung (Aktualisierung vorgesehen) - Begründung: geschichtlich, Kulturlandschaft prägend - Schutzumfang: gesamtes Objekt - Denkmaltyp: Gründenkmal                                                                                       | Fotos hochladen                  |
| 33111 Wikidata | Teichtor 9 (54° 22′ 5″ N, 10° 12′ 13″ O)           | Lindenlaubenbaum       | Alteintragung (Aktualisierung vorgesehen) - Begründung: geschichtlich, Kulturlandschaft prägend - Schutzumfang: gesamtes Objekt - Denkmaltyp: Gründenkmal                                                                                       | Fotos hochladen                  |

## Quelle
- Liste der Kulturdenkmale in Schleswig-Holstein – Kreis Plön (PDF)

- Karte mit allen Koordinaten:
- OSM |
- WikiMap